# Stolzit
Stolzit, auch unter verschiedenen, veralteten, bergmännischen Bezeichnungen wie Scheelbleierz, Wolframbleierz, Scheelbleispat(h) und Scheelsaures Blei bekannt, ist ein selten vorkommendes Mineral aus der Mineralklasse der „Sulfate, Selenate, Tellurate, Chromate, Molybdate und Wolframate“, genauer ein Bleiwolframat mit der chemischen Zusammensetzung β-Pb[WO4]. Er kristallisiert im tetragonalen Kristallsystem und entwickelt meist dicktafelige bis kurzsäulige oder spitze, dipyramidale Kristalle, aber auch garbenförmige bis kugelige Aggregate von graugelber, brauner, orangegelber, roter oder grüner Farbe. Die Kristallflächen zeigen einen harzigen bis diamantenen Glanz.
Stolzit kristallisiert isomorph zu Wulfenit (Pb[MoO4]) und Scheelit (Ca[WO4]), bildet also identische Kristallformen aus.

## Etymologie und Geschichte
Erstmals erwähnt wird das Mineral 1820 durch August Breithaupt in seiner Publikation „Kurze Charakteristik des Mineral-Systems“, der es als tetragonalen (Scheel-)Bleispath bezeichnet. Seinen bis heute gültigen Namen Stolzit erhält das Mineral 1845 durch Wilhelm Ritter von Haidinger, der es nach Joseph Alexander Stolz (1803–1896) benennt.
Als Typlokalität gilt der Ort Cínovec (deutsch: Böhmisch Zinnwald) in Tschechien nahe der deutsch-tschechischen Grenze bzw. der nahegelegene, deutsche Ort Zinnwald-Georgenfeld im Landkreis Sächsische Schweiz-Osterzgebirge.
Typmaterial des Mineral wird an der Technischen Universität Bergakademie Freiberg in Deutschland (Katalog-Nr. 17596) aufbewahrt.

## Klassifikation
In der veralteten 8. Auflage der Mineralsystematik nach Strunz gehörte der Stolzit zur Mineralklasse der „Sulfate, Chromate, Molybdate, Wolframate“ und dort zur Abteilung „Molybdate und Wolframate“, wo er gemeinsam mit Powellit und Scheelit sowie im Anhang mit Sedovit und Wulfenit in der „Scheelit-Reihe“ mit der Systemnummer VI/F.01 steht.
In der zuletzt 2018 überarbeiteten Lapis-Systematik nach Stefan Weiß, die formal auf der alten Systematik von Karl Hugo Strunz in der 8. Auflage basiert, erhielt das Mineral die System- und Mineralnummer VI/G.01-040. Dies entspricht der Klasse der „Sulfate, Chromate, Molybdate und Wolframate“ und dort der Abteilung „Molybdate [MoO4]2− und Wolframate [WO4]2−, Polywolframate“, wo Stolzit zusammen mit Paraniit-(Y), Powellit, Scheelit, Suseinargiuit und Wulfenit eine unbenannte Gruppe mit der Systemnummer VI/G.01 bildet.
Die von der International Mineralogical Association (IMA) zuletzt 2009 aktualisierte 9. Auflage der Strunz’schen Mineralsystematik ordnet den Stolzit in die Klasse der „Sulfate (Selenate, Tellurate, Chromate, Molybdate und Wolframate)“ und dort in die Abteilung „Molybdate und Wolframate“ ein. Hier ist das Mineral in der Unterabteilung „Ohne zusätzliche Anionen oder H2O“ zu finden, wo es zusammen mit Fergusonit-(Ce), Fergusonit-(Nd), Fergusonit-(Y), Powellit, Scheelit und Wulfenit die „Scheelitgruppe“ mit der Systemnummer 7.GA.05 bildet.
In der vorwiegend im englischen Sprachraum gebräuchlichen Systematik der Minerale nach Dana hat Stolzit die System- und Mineralnummer 48.01.03.02. Das entspricht der Klasse der „Phosphate, Arsenate und Vanadate“ und dort der Abteilung „Molybdate und Wolframate“. Hier findet er sich innerhalb der Unterabteilung „Wasserfreie Molybdate und Wolframate mit A XO4“ in der Gruppe „Wulfenit-Reihe“, in der auch Wulfenit eingeordnet ist.

## Modifikationen und Varietäten
Raspit ist eine monokline Modifikation des Bleiwolframats.

## Bildung und Fundorte

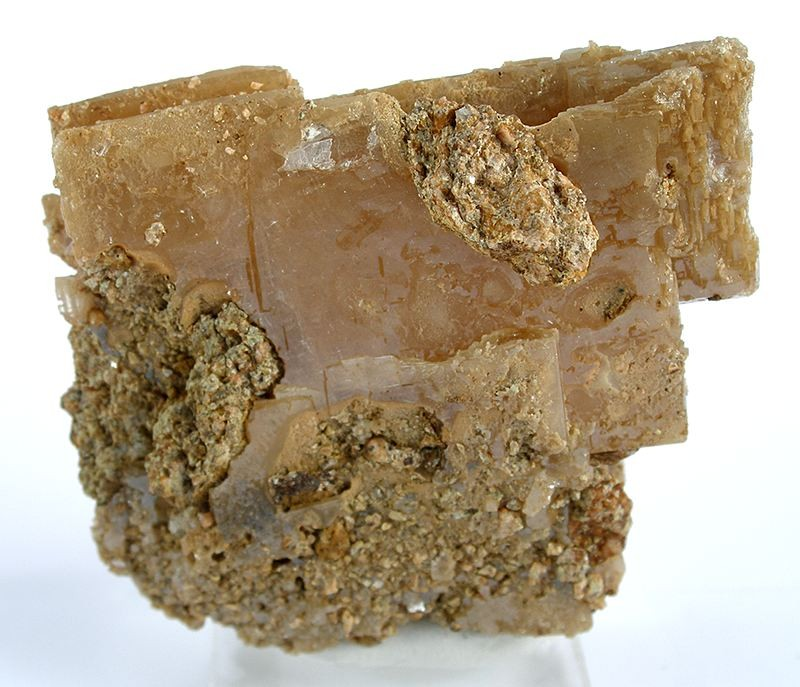
Hellgelber Stolzitkristall aus der Sainte-Lucie Mine, Frankreich (Größe: 5,3 cm × 5,4 cm × 2,1 cm)

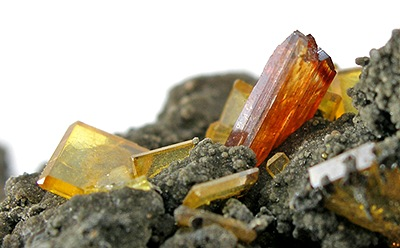
Tafelige, hellgelbe Stolzitkristalle und prismatischer, dunkeloranger Raspitkristall aus Broken Hill, New South Wales, Australien

Stolzit ist ein typisches Sekundärmineral, das durch Verwitterung aus primären Bleimineralen in Anwesenheit von wolframhaltigen Lösungen entsteht. Als Begleitminerale können unter anderem Anglesit, Cerussit, Mimetesit, Pyromorphit und Raspit auftreten.
Bekannt aufgrund außergewöhnlicher Stolzitfunde ist unter anderem die Sainte-Lucie Mine bei Saint-Léger-de-Peyre im französischen Département Lozère, wo Kristalle von bis zu 6 Zentimeter Größe zutage traten. Bis zu 2,5 Zentimeter große Kristalle und Kristallnadeln kennt man aus Broken Hill im australischen Bundesstaat New South Wales und Tsumeb in Namibia.
In Deutschland konnte das Mineral bisher in mehreren Gruben im Schwarzwald wie unter anderem der Grube Clara bei Oberwolfach in Baden-Württemberg, im Steinbruch Steinerleinbach bei Röhrnbach in Bayern, bei Straßberg (Harzgerode) in Sachsen-Anhalt sowie in mehreren Gruben bei Altenberg, Bad Gottleuba-Berggießhübel, Clausnitz und Halsbrücke im sächsischen Erzgebirge entdeckt werden.
In Österreich fand man Stolzit bisher nur bei Bad Bleiberg in Kärnten sowie einigen Schlackenhalden im Hüttwinkltal (Raurisertal) und einigen Goldgruben bei Schellgaden im Salzburger Lungau.
Der bisher einzige bekannte Fundort in der Schweiz ist Tête Noire im Val Trient im Kanton Wallis.
Weitere Fundorte liegen unter anderem in Brasilien, Bulgarien, China, Griechenland, Italien, Japan, Kanada, Kasachstan, Mexiko, Neuseeland, Nigeria, Norwegen, Peru, Portugal, Russland, Schweden, Spanien, der Slowakei, Thailand, Tschechien, Ungarn, im Vereinigten Königreich (UK) und den Vereinigten Staaten von Amerika (USA).

## Kristallstruktur
Stolzit kristallisiert im tetragonalen Kristallsystem in der Raumgruppe I41/a (Raumgruppen-Nr. 88) mit den Gitterparametern a = 5,50 Å und c = 12,12 Å sowie vier Formeleinheiten pro Elementarzelle.